# Aspidophoroides monopterygius
Aspidophoroides monopterygius es una especie de pez del género Aspidophoroides, familia Agonidae. Fue descrita científicamente por Bloch en 1786.
Se distribuye por el Atlántico Noroccidental: Groenlandia y Labrador en Canadá hasta cabo Cod en Massachusetts, EE. UU. La longitud total (TL) es de 22 centímetros. Habita en fondos de arena y lodo y se alimenta de crustáceos. Puede alcanzar los 695 metros de profundidad.
Está clasificada como una especie marina inofensiva para el ser humano.